# Коханці полярного кола
«Коханці полярного кола» (ісп. Los amantes del Círculo Polar) — мелодрама, драма, фільм відомого іспанського кінорежисера Хуліо Медема.
Четвертий повнометражний фільм Медема ознаменований відходом режисера від студії «Sogetel» і відмовою від вже згуртованого акторського дуету, з яким майстер працював в трьох перших своїх фільмах (Емма Суарес і Кармело Гомес), віддавши перевагу зі старої команди акторів одному Нанчо Ново. У зйомках нової картини брали участь Феле Мартінес і Найва Німрі. Фільм мав успіх у публіки, зібравши непогану для авторського кіно касу в прокаті. Вона була удостоєна чотирьох номінацій національної премії Гойа і отримала нагороди за найкращий монтаж та найкращий оригінальний сценарій.

## Сюжет
Отто і Ана знайомляться будучи школярами в Мадриді в 1980 році, і Отто закохується в Ану з першого погляду, натомість ій потрібен деякий час, щоб виявити свої почуття до Отто. У них обох імена-паліндроми, які однаково читаються в обидва боки. Отто назвали так на честь німця-парашутиста, якому під час війни його дід допоміг спуститися з дерева, де той застряг, зачепившись парашутом; пізніше цей німець одружився з іспанкою і поїхав.

Після розлучення батьків Отто, його батько одружується на матері Ани. Продовжуючи жити в матері Отто часто навідує батька та його нову сім'ю здебільшого, щоб побачити свою пристрасть Ану. Молоді люди проводять багато часу разом, Ана з часом закохується в Отто, вони стають коханцями не розповідаючи про це нікому.

Великим ударом для Отто стає смерть матері, він намагається покінчити життя самогобством так, як і його мати, а також розриває відносини з Аною. Отто влаштовується працювати пілотом літака, який перевозить пошту до Фінляндії. Ана живе з колишнім шкільним вчителем Отто, та при цьому постійно мріє про зустріч з коханим.

Доля зводить їх в Фінляндії, Ана написавши Отто листа чекає на нього, він летить до неї на своєму літаку. Отто вистрибує з парашутом та застрягає на дереві, некерований літак розбивається. Ана дізнавшись про аварію літака схвильвана їде в місто. В цей час місцевий фін рятує Отто, який направляється теж в місто. Під'їжджаючи до площі, Отто бачить, як Ану збиває автобус, він підбігає, та знаходить тільки своє відображення в очах вмираючої Ани.

## У фільмі знімалися
- Найва Німрі — Ана
- Феле Мартінес — Отто
- Нанчо Ново— Альваро, батько Отто
- Мару Валдівіелсо — Ольга, мати Ани
- Беате Йенсен — мати Отто
- Перу Медем — Отто в дитинстві
- Віктор Х'юго Олівейра — Отто-підліток
- Сара Вальєнте — Ана в дитинстві
- Крістель Діас — Ана-підліток
- Пеп Мунне — Хав'єр, шкільний вчитель

## Нагороди
- — Премія CEC, 1999 найкращий монтаж (Іван Аледо)
- — Премія «Гойя», 1999 найкращий монтаж (Іван Аледо)
- — Премія «Гойя», 1999 найкращий саундтрек (Альберто Іглесіас)
- — Кінофестиваль в Грамаду, 1999 приз глядацьких симпатій за найкращий латиноамериканський фільм
- — Кінофестиваль в Грамаду, 1999 «Золотий Кікіто» за найкращу режисуру (Хуліо Медем)
- — Кінофестиваль в Грамаду, 1999 найкращий саундтрек (Альберто Іглесіас)
- — Кінофестиваль в Грамаду, 1999 найкращий сценарій (Хуліо Медем)
- — Кінофестиваль в Грамаду, 1999 приз кінокритиків (Хуліо Медем)
- — Премія «Турія», 1999 найкращий іспанський фільм
- — Премія «Ондас», 1998 найкраща актриса (Найва Німрі)
- — Премія «Ондас», 1998 найкращий іспанський фільм